# 3º Reggimento "San Marco"
Il 3º Reggimento "San Marco" è un reggimento della Marina Militare, inquadrato dal 1º marzo 2013 nella Brigata marina "San Marco" con funzioni di protezione delle forze e di sicurezza portuale, (funzioni già del Servizio difesa installazioni, che è stato incorporato nel reggimento). La sede, a partire dal 2018 è presso la base di Taranto, lasciando la sede della Caserma Lante al Comando Marittimo della Capitale. Il Reggimento dalla sua costituzione ha avuto la sede a Roma.
Ha il suo personale presente su tutto il territorio nazionale a difesa delle basi e delle installazioni sensibili della Marina.

## Storia

### Lo S.D.I.

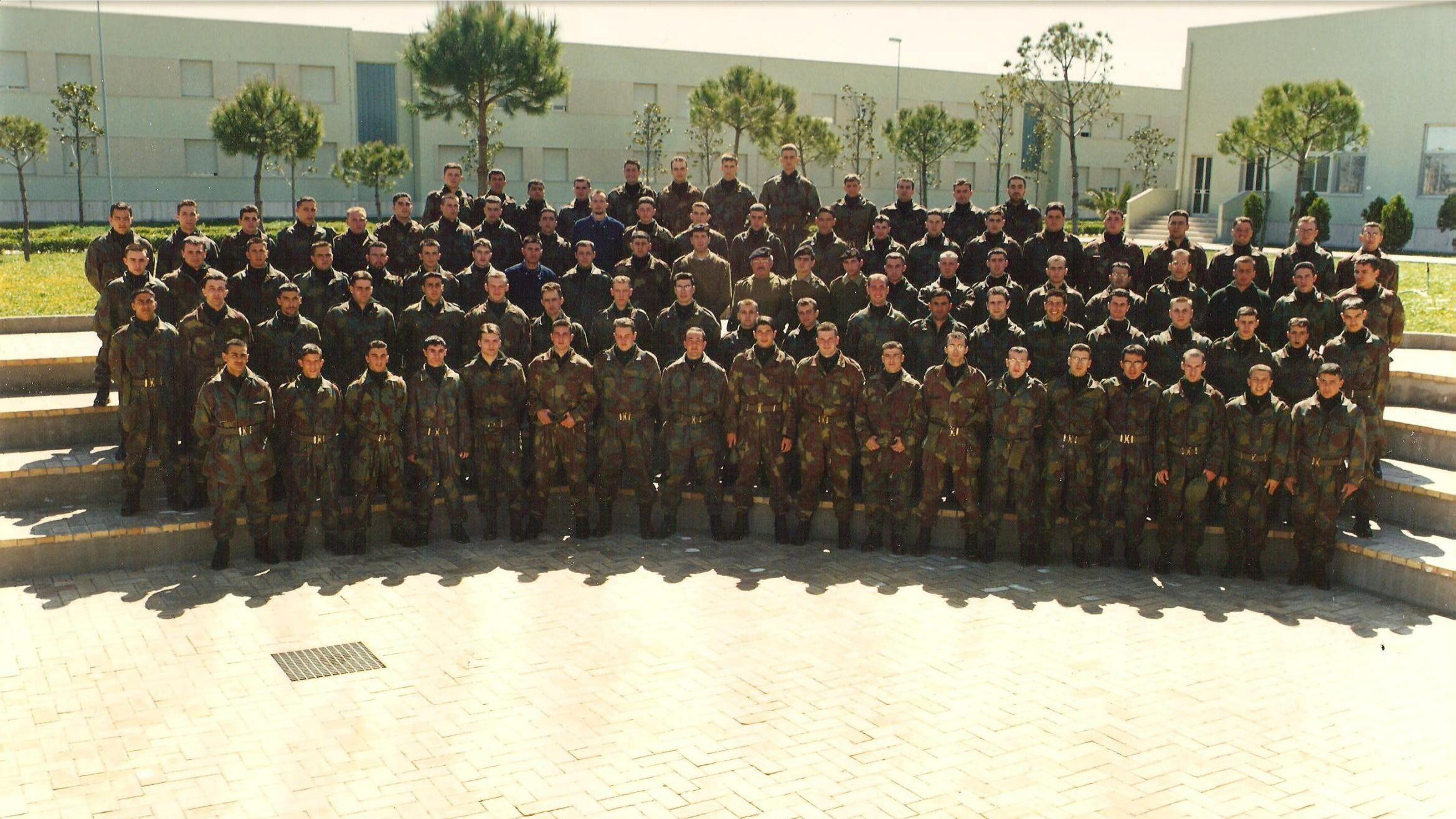
Allievi marò dello SDI nel 1995

La nascita dello S.D.I. (Servizio difesa installazioni) della Marina Militare risale agli inizi degli anni settanta.
Le prime notizie certe di corsi formativi istituiti, con incursori di Marina in qualità di istruttori,  presso l'84º Reggimento "Venezia" C.A.R. di Siena. I marinai venivano selezionati dalle categorie M/MC o M/C e terminato il corso d'addestramento di tre mesi assumemevano l'incarico di servizio difesa installazioni.
Agli albori, il personale destinato al servizio difesa installazioni era composto da militari in servizio di leva che, in sede di attribuzione categorie al termine del periodo presso il Centro addestramento reclute, veniva destinato a tale incarico in seguito ad un punteggio attribuito durante i test di selezione attitudinale svolti nel primo periodo di addestramento (generalmente la recluta poteva scegliere tra un elenco di tre possibili categorie a seconda del punteggio raggiunto, fatta eccezione per altre esigenze, quali carenza od esubero di personale.)
Le prime categorie che ricoprirono tale incarichi furono i marò/SDI, seguiti poco dopo dagli MA/SDI, ovvero meccanico armaiolo.
Mentre le quote maggiori di personale SDI veniva inviato a vigilare sulle installazioni, alcuni MA/SDI venivano utilizzati con il compito di inquadratore presso i MARICENTRO di La Spezia e di Taranto..
In seguito ad una prima riforma del 1991, veniva istituita la categoria FCM/SDI, (Fuciliere addetto ai servizi di difesa installazioni) e i corsi furono spostati presso la caserma Ermanno Carlotto di Brindisi, sede dell'allora Reggimento "Carlotto". 
Dal 1999 nacquero i primi corsi per sottocapo in servizio permanente, riservati agli FCM/SDI per ricoprire gli incarichi di guardia e difesa armata nelle installazioni della Marina Militare.

### Nasce il Reggimento

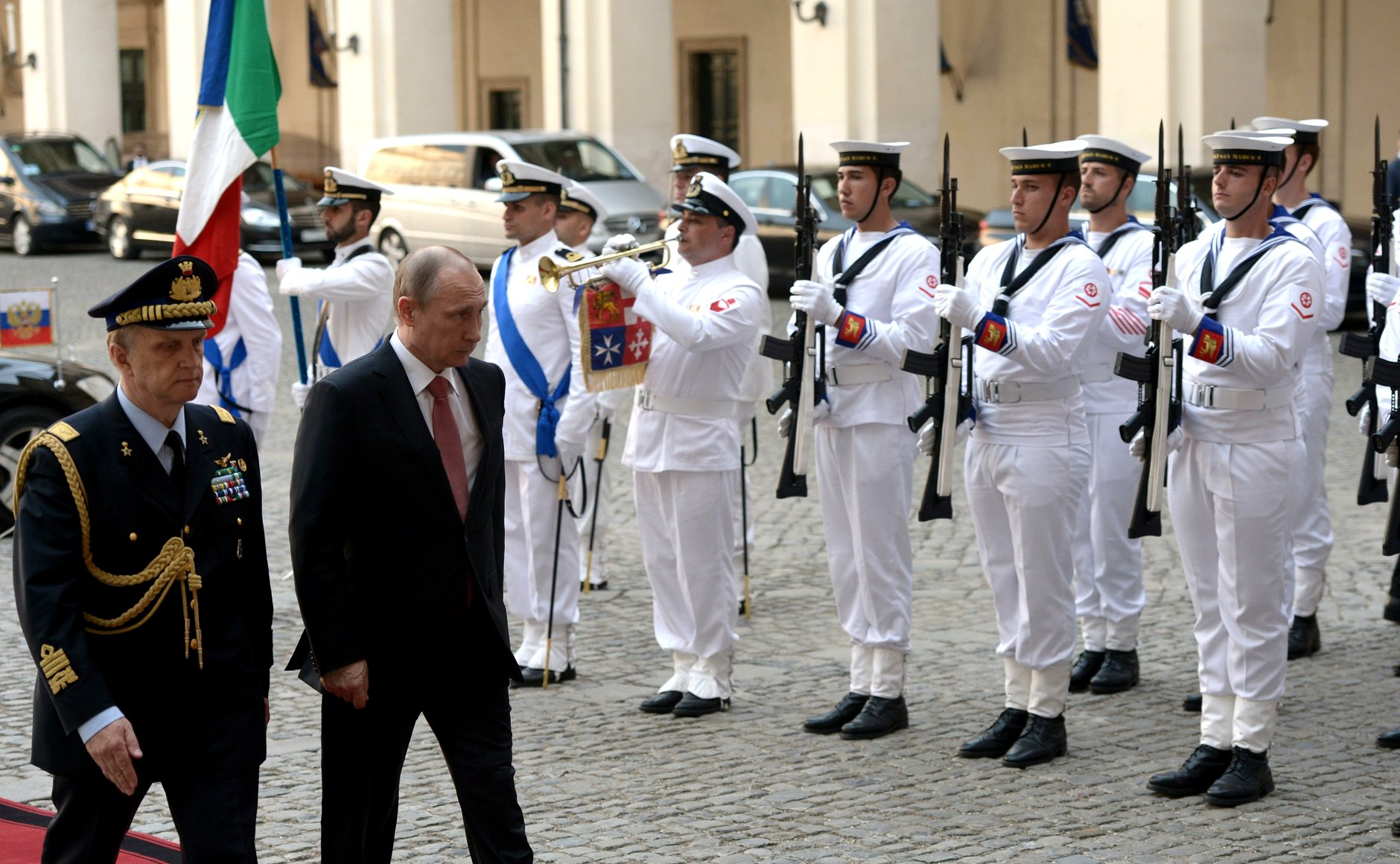
Il plotone di alta rappresentanza al Quirinale durante la visita di Putin

Dal 1º marzo 2013 il Servizio Difesa Installazioni (SDI) veniva organicamente inquadrato nei battaglioni SDI e insieme al Battaglione "Caorle", costituiva il 3º Reggimento "San Marco" della Brigata San Marco, con funzioni di Force Protection e Harbour Protection, per la difesa di tutte le basi ed installazioni della Marina Militare.
È un reparto operativo a vocazione anfibia composto da personale fuciliere di marina o con pregressa esperienza nella difesa installazioni e ad esso sono assegnati uomini, mezzi e materiali impiegati in attività operative e addestrative secondo le direttive del Comando Brigata e in coordinamento con i Comandi supportati, nei confronti dei quali il 3º Reggimento funge da force provider.
Il reggimento, attraverso il battaglione scuole "Caorle", fino al 2015 ha formato inoltre i nuovi Fucilieri di Marina di tutte le forze armate italiane, quando il Caorle è tornato autonomo all'interno della brigata.
Il Reggimento partecipa ad operazioni di emergenza, difesa e sicurezza e concorre ad attività di sicurezza/ordine pubblico/vigilanza disposte da apposte direttive.
Il reggimento contribuisce alla diffusione dell'immagine della Marina con la prima compagnia S.O.C. (Servizio Onori Capitale) con il suo plotone di Alta Rappresentanza.
Nel 2015 sono stati costituiti tre battaglioni: SDI Nord (La Spezia), SDI Centro (Roma) e SDI Sud (Taranto).. Infine, il reggimento ha accresciuto ulteriormente la sua capacità operativa grazie all'ingresso dei nuclei cinofili.

## Organizzazione
- Reparto Comando
- Battaglione SDI Nord[6], su:
  - Compagnia SDI Liguria
  - Compagnia SDI Sardegna
- Battaglione SDI Centro-Roma[7]
- Battaglione SDI Sud[8], su:
  - Compagnia SDI Brindisi[9]
  - Compagnia SDI Taranto
  - Compagnia SDI Sicilia[10]
- 1ª Compagnia di rappresentanza (Roma)[11]
- Compagnia Emergenze Nazionali
- Nucleo cinofili